# Keith Douglas
Keith Castellain Douglas (24 de janeiro de 1920 - 9 de junho de 1944) foi um poeta e soldado conhecido por sua poesia de guerra durante a Segunda Guerra Mundial e suas memórias irônicas da campanha do Deserto Ocidental, Alamein to Zem Zem. Ele foi morto em ação durante a invasão da Normandia.
Douglas descreveu seu estilo poético como "extrospectivo"; isto é, ele se concentrou em impressões externas ao invés de emoções ou sentimentos internos. O resultado é uma poesia que, segundo seus detratores, pode ser fria e até insensível em meio às atrocidades da guerra. Para outros, a obra de Douglas é poderosa e perturbadora porque suas descrições exatas evitam o egoísmo e transferem o fardo da emoção do poeta para o leitor. Sua melhor poesia é geralmente considerada como a melhor poesia militar do século 20.
Em seu poema, "Desert Flowers" (1943), Douglas menciona o poeta da Primeira Guerra Mundial Isaac Rosenberg, afirmando que ele está apenas repetindo o que Rosenberg já havia escrito.